# Municipio de Danville (Minnesota)
El municipio de Danville (en inglés: Danville Township) es un municipio ubicado en el condado de Blue Earth en el estado estadounidense de Minnesota. En el año 2010 tenía una población de 240 habitantes y una densidad poblacional de 2,57 personas por km².

## Geografía
El municipio de Danville se encuentra ubicado en las coordenadas 43°53′38″N 93°50′28″O / 43.89389, -93.84111. Según la Oficina del Censo de los Estados Unidos, el municipio tiene una superficie total de 93.37 km², de la cual 92,62 km² corresponden a tierra firme y (0,8 %) 0,75 km² es agua.

## Demografía
Según el censo de 2010, había 240 personas residiendo en el municipio de Danville. La densidad de población era de 2,57 hab./km². De los 240 habitantes, el municipio de Danville estaba compuesto por el 98,75 % blancos, el 0,42 % eran asiáticos y el 0,83 % eran de una mezcla de razas. Del total de la población el 0,42 % eran hispanos o latinos de cualquier raza.